# Milton Cardona

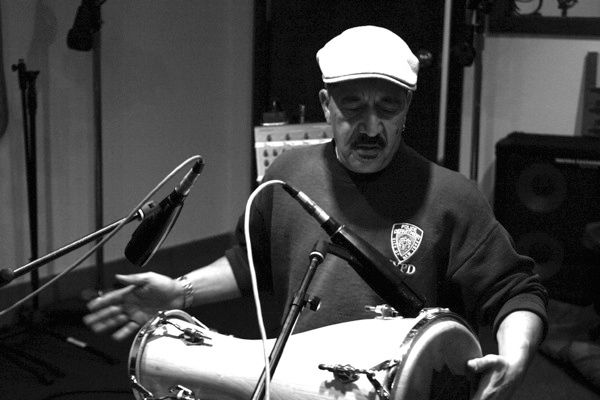
Milton Cardona (2007)

Milton Cardona (* 21. November 1944 in Mayagüez, Puerto Rico; † 19. September 2014 in New York City, Vereinigte Staaten) war ein puerto-ricanischer Perkussionist (Conga, Batá-Trommel) und Sänger, der in der Salsaszene ebenso wie im Latin Jazz vertreten war.

## Leben
Cardona, der als Fünfjähriger nach Nordamerika kam, erlernte als Kind zunächst Geige und wechselte nach sieben Jahren zum Bass. In den 1960er Jahren konzentrierte er sich, zunächst als Straßenmusiker in New York City, auf Perkussion und Gesang. Dann gehörte er für vierzig Jahre zur Band von Willie Colón; zwischen 1974 und 1987 war er auch Mitglied der Band von Héctor Lavoe. Daneben spielte er mit Musikern wie Tito Puente, Herbie Hancock, David Byrne, Eddie Palmieri, Hilton Ruiz, David Sánchez, Celia Cruz, Michael Brecker, Ronnie Cuber, Paquito D’Rivera, Tom Harrell, J. J. Johnson, Jonny King (The Meltdown, 1997), der Mingus Big Band, Herbie Mann, später auch mit Don Byron, Grace Jones, Paul Simon, Rabih Abou-Khalil und Roberta Flack. Mit Reinhard Flatischlers Mega Drums und in diversen Ensembles von Kip Hanrahan konzertierte er in Europa. Er gehörte zu Jerry Gonzalez’ Fort Apache Band und war 2001 auch mit Dave Samuels auf Tournee. Insgesamt war er an der Einspielung von mehr als 700 Alben beteiligt.
Cardona war ein Lucumi-Priester der New Yorker Santería-Szene und galt als Autorität für deren Gesänge und Rhythmen, in denen die Batá-Trommeln eine zentrale Rolle spielen. Sein erstes, von Kip Hanrahan produziertes Album Bembe enthält Teile einer authentischen Orisha-Zeremonie.
Milton Cardona starb am 19. September 2014 in der Bronx, New York City im Alter von 69 Jahren an Herzversagen.

## Diskografie
- Bembe (1994)
- Cambucha (1999)